# Ninḫursaĝ

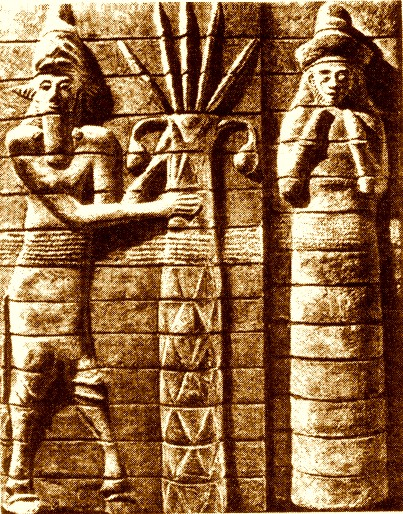
Raffigurazione

La dea Ninḫursaĝ, detta anche Ki o Aruru, presso i Sumeri rappresentava la Madre Terra, e formava con il dio An la montagna cosmica An-Ki.

## Ninḫursaĝ nella cosmogonia
Come tutti gli dèi cosmici sumeri, inizialmente essa rappresentava solo uno dei principî costitutivi dell'universo, e presentava un carattere piuttosto passivo: nel mito della creazione del mondo, leggiamo che la separazione di Cielo (An) e Terra (Ki) avviene tramite l'intervento del dio Enlil, che "tira" verso di sé la Terra Ki, mentre An "tira" verso di sé il Cielo.

## Evoluzione ed equivalenze
In seguito, la stessa dea venne rappresentata in forme diverse: come Ninmah, la "Signora maestosa", era la dea che plasmò gli uomini dall'argilla; come Nantu, "colei che partorisce", era la dea protettrice del parto; infine, come Ninḫursaĝ, era ritenuta madre di tutte le creature viventi. Tutti i diversi attributi della dea Ninḫursaĝ/Ki sottolineano la sua natura di Madre Terra, generatrice di vita.
Nin-hur-sag significa in sumero "Signora delle colline", ma ebbe molti altri nomi: Nintur "Signora delle nascite", Ninmah "Signora maestosa", Dingirmah, Aruru e come moglie di Enki era solitamente chiamata Damgalnunna.
Presso gli Accadi era conosciuta come Belet-ili "Signora degli dei" e col nome di Mama; come moglie di Ea, controparte accadica di Enki, era chiamata anche Damkina.

Il suo prestigio decrebbe all'accrescersi di quello di Inanna/Ishtar, ma nel suo aspetto di Damkina, quindi madre di Marduk, che divenne il dio principale a Babilonia, conservò un posto sicuro nel pantheon mesopotamico.

### Creazione degli umani
Allo stesso modo degli artigiani, Ninḫursaĝ (o Mami, Mama, Nintur a seconda dell'epoca e del luogo), impastò l'argilla per plasmare sette copie di sé stessa da porre alla sua sinistra (donne) e sette, invece, alla sua destra (uomini). Enunciando una serie di incantesimi animò le immagini. Le donne sumere la invocavano durante il parto in quanto protettrice delle nascite.

## Genealogia
Ninḫursaĝ sarebbe figlia illegittima di An e primogenita femmina, ma essendo nata da incesto non aveva avuto il diritto né alla primogenitura né all'eredità. Ad Enki e Ninḫursaĝ, per essere il primogenito maschio e la primogenita femmina ma non eredi legittimi, fu concesso di sposarsi e generare figli e figlie che avrebbero avuto l'eredità.
In alcune tavolette sumere del British Museum di Londra si racconta che avrebbe avuto due figlie con Enki, con le quali lui poi si unì sessualmente, e anche un figlio di nome Ninurta con Enlil. Queste vicende avrebbero fatto decretare lo scioglimento di ogni matrimonio o fidanzamento di Ninharsag.
Ninharsag sarebbe inoltre creatrice e madre surrogata ante litteram del primo uomo, Adamu. Secondo alcune fonti, sarebbe anche madre di Geštinanna e di Dumuzi. Col nome di Aruru è ricordata per aver creato Enkidu, l'uomo selvaggio.